# Nowy Dwór (gemeente)
De gemeente Nowy Dwór is een landgemeente in het Poolse woiwodschap Podlachië, in powiat Sokólski.
de zetel van de gemeente is in Nowy Dwór.
Op 30 juni 2004 telde de gemeente 2966 inwoners.

## Oppervlakte gegevens
In 2002 bedroeg de totale oppervlakte van gemeente Nowy Dwór 120,88 km², waarvan:
- agrarisch gebied: 79%
- bossen: 14%

De gemeente beslaat 5,88% van de totale oppervlakte van de powiat.

## Demografie
Stand op 30 juni 2004:
| Omschrijving                   | Totaal | Totaal | Vrouwen | Vrouwen | Mannen | Mannen |
| ------------------------------ | ------ | ------ | ------- | ------- | ------ | ------ |
| eenheid                        | aantal | %      | aantal  | %       | aantal | %      |
| inwoners                       | 2966   | 100    | 1492    | 50,3    | 1474   | 49,7   |
| bevolkingsdichtheid (inw./km²) | 24,5   | 24,5   | 12,3    | 12,3    | 12,2   | 12,2   |

In 2002 bedroeg het gemiddelde inkomen per inwoner 1327,48 zł.

## Plaatsen
Bieniowce, Bieniowce-Kolonia, Bobra Wielka, Butrymowce, Chilmony, Chorużowce, Chwojnowszczyzna, Chworościany, Dubaśno, Grzebienie-Kolonia, Jaginty, Koniuszki, Kudrawka, Leśnica, Nowy Dwór, Plebanowce, Ponarlica, Rogacze-Kolonia, Sieruciowce, Synkowce, Talki.

## Aangrenzende gemeenten
Dąbrowa Białostocka, Kuźnica, Lipsk, Sidra. De gemeente grenst aan Wit-Rusland.